# Українсько-російський газовий конфлікт (2008—2009)

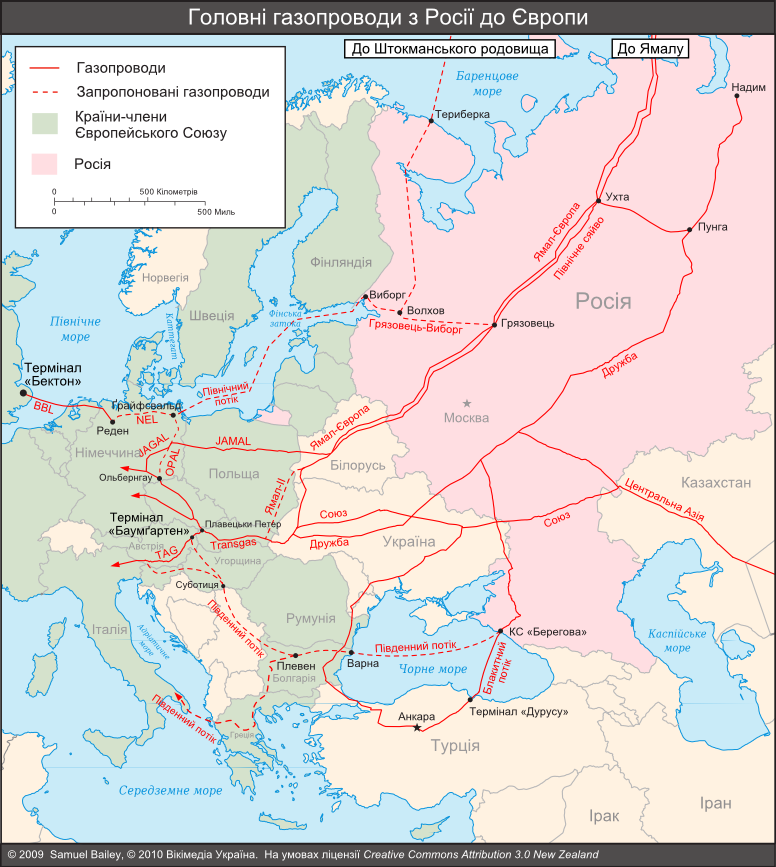
Головні газопроводи з Росії в Європу

Українсько-російський газовий конфлікт 2008—2009 років — чергова російсько-українська економічно-політична газова війна, яка виникла в кінці 2008 року. Закінчилась підписанням газової угоди між прем'єр-міністрами обох держав Володимиром Путін та Юлією Тимошенко проти волі Президента України Віктора Ющенка.

## Передісторія
Після повернення на посаду прем'єра у 2007 році, Юлія Тимошенко прагнула прибрати «РосУкрЕнерго» з газового ринку України.
У 2008 році ціна на російський природний газ для України становила 180 дол. США за 1 тис. куб. метрів.
2 жовтня 2008 року прем'єр-міністри Володимир Путін та Юлія Тимошенко підписали Меморандум, який передбачав усунення посередників у торгівлі газом між Україною та Росією і докладно визначав умови майбутніх контрактів з постачання газу в Україну на найближчі роки.

## Суперечка між Тимошенко та Ющенком
На тлі політичної кризи в Україні в грудні 2008 року почало загострюватися становище в газовій галузі, оскільки компанія РосУкрЕнерго нібито мала борг перед російською стороною в розмірі 2,4 млрд доларів за постачений газ у 2008 (зокрема, «РосУкрЕнерго» не заплатила за 11 млрд кубометрів газу, які були закачані у сховища України). Російська Федерація почала ультимативно вимагати погашення боргу, погрожуючи в іншому разі не підписати Договір про постачання газу в Україну на 2009 рік. Президент Ющенко вимагав від Тимошенко на переговорах знизити здирницьку ціну у 235 доларів до ціни, не вищої за 205 доларів.

## Зрив переговорів 31 грудня 2008 року

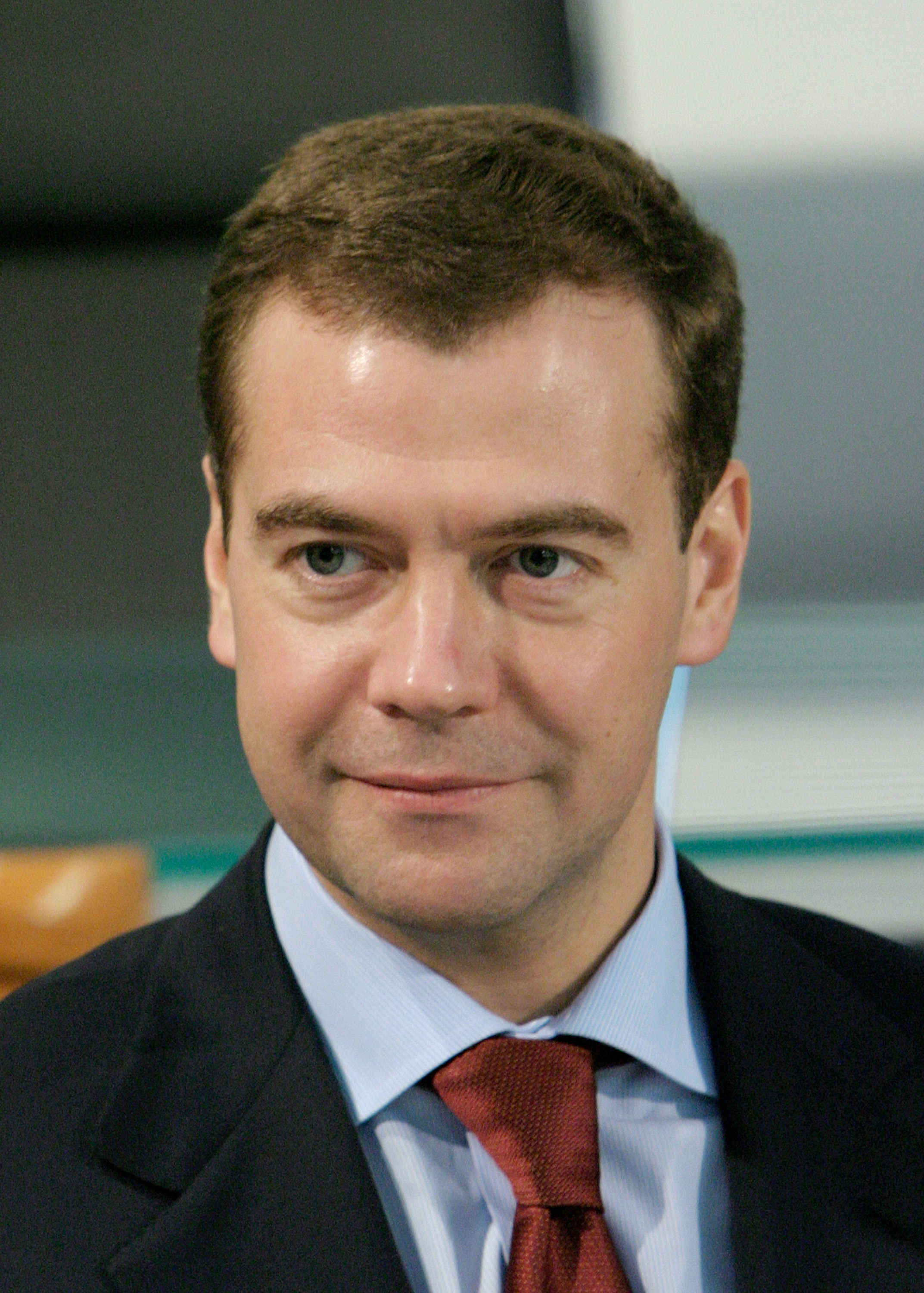
Дмитро Медведєв

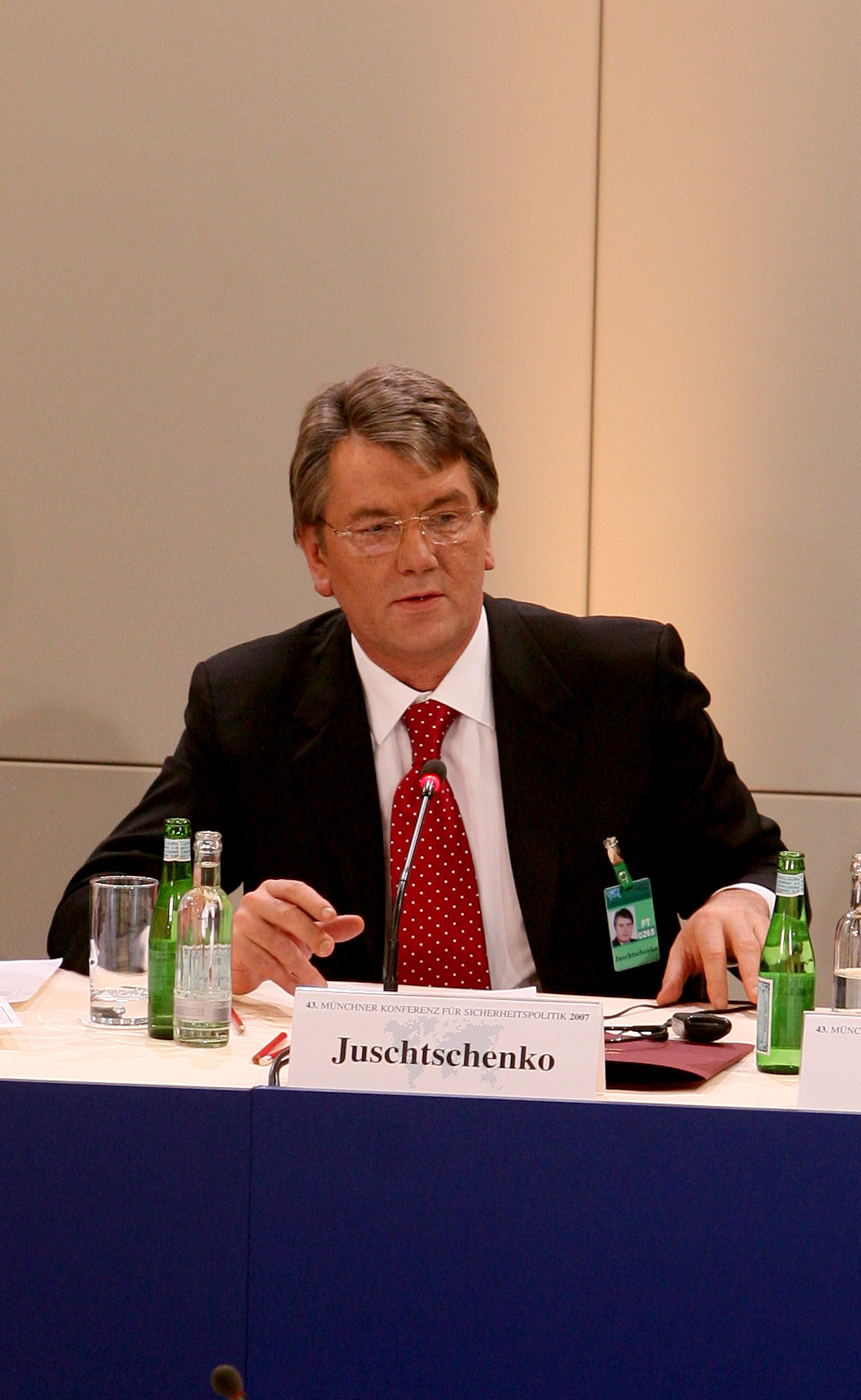
Віктор Ющенко

На 31 грудня 2008 було намічено підписання Договору на газопостачання у 2009 році. Але 31 грудня президент Ющенко наказав керівнику «Нафтогазу України» Олегу Дубині припинити переговори, не підписувати угоду з «Газпромом» та відкликав делегацію «Нафтогазу» з Москви. Це рішення Ющенка корінним чином загострило стан справ. В той же день, 31 грудня 2008 року — президент Росії Дмитро Медведєв виступив з заявою, що оскільки Україна скасувала переговори, то тепер ціна за газ буде 450 дол.[джерело?]

## Припинення Росією постачання газу в Україну
З 9:00 1 січня 2009 «Газпром» у повному обсязі припинив постачання газу в Україну. 4 січня 2009 російський монополіст запропонував постачати газ в Україну в січні за ціною 450 дол. за 1 тис. куб. м, яка визначена як ціна на газ у країнах Східної Європи, суміжних з Україною, мінус транзитні витрати через територію України. 8 січня 2009 прем'єр Росії Володимир Путін зазначив, що ціна газу для України складе $ 470 за 1 тис. куб. метрів.
Прем'єр-міністр України Юлія Тимошенко 14 січня 2009 наголосила: «Перемовини, які успішно тривали з 2 жовтня щодо забезпечення України природним газом за ціною 235 доларів для українських споживачів і транзит у межах 1,7 — 1,8 долара, — ці переговори було зірвано через те, що, на жаль, українські політики намагалися зберегти „Росукренерго“ як тіньового корупційного посередника між Україною та Росією… Переговори, які відбувалися між двома прем'єр-міністрами, а згодом між НАК „Нафтогазом“ і „Газпромом“ руйнувалися тими політичними силами в Україні, які отримали й планують отримувати корупційну вигоду від роботи „Росукренерго“». За словами голови правління «Газпрому» Олексія Міллера, представники компанії «РосУкрЕнерго» намагалися зірвати перемовини між «Газпромом» і «Нафтогазом України» наприкінці грудня 2008.
Президент Російської Федерації Дмитро Медведєв 17 січня 2009 заявив: «Я вважаю, що ми з нашими українськими партнерами цілком можемо торгувати без посередників, особливо без посередників, що викликають великі сумніви в української громадськості… Проблема полягає в тому, що деякі учасники переговорів наполягали на необхідності збереження посередника і посилалися на настанови, одержані нагорі».

## Укладення «газових угод»
З 1 по 18 січня відбулося істотне скорочення постачання газу до країн Центральної та Східної Європи, в Україні підприємства теплокомуненерго працювали на межі можливостей. Через холоди постала загроза руйнування всієї української системи ЖКГ. 6 січня Європейська комісія і чеське президентство в ЄС заявили, що якщо потік газу не буде відновлено негайно і в повному обсязі, то репутації України та Росії як надійних партнерів ЄС буде завдано непоправної шкоди.
18 січня 2009 у підсумку п'ятигодинних переговорів, прем'єр-міністри Путін і Тимошенко домовились про відновлення транспортування газу в Україну та країни ЄС. Сторони погодились на наступне:
1. Перехід до прямих контрактних відносин між «Газпромом» та «Нафтогазом України».
2. Усунення посередників.
3. Запровадження формульного способу складання ціни для України, властивого для інших європейських країн.
4. Перехід на транзитну ставку (2,7 дол. США), що наближається до середньоєвропейських показників.
5. Закріпили монополію Росії («Газпрому») на постачання природного газу в Україну.
6. Закріплення принципу «бери або плати». Він передбачав штрафи для української сторони в разі недобору російського газу в обсязі, зазначеному в контракті.[14]

Відповідно до нових газових контрактів опорна ціна на російський природний газ для України склала 450 дол. США за 1 тис. куб. метрів (середня ж ціна у 2009 році склала 232,98 дол. США за 1 тис. куб. метрів — з урахуванням 20-відсоткової знижки, про яку домовилися сторони).
Віктор Ющенко наголосив, що з таким контрактом неможливо жити та він бажав би бачити, щоб українське суспільство згуртувалося навколо того, що така угода є неконституційною, не має економічного обґрунтування. Ющенко назвав угоду неприйнятною для України та висловився або за поліпшення чи доповнення угоди, або за її скасування.
2017 року було оприлюднене інтерв'ю, в якому Дмитро Фірташ відзначив, що Віктор Ющенко йшов на загострення газового конфлікту цілком свідомо, оскільки намагався в такий спосіб відстояти вигідні для України тарифи. За цих умов підписані Тимошенко газові угоди з Росією виявились не лише невигідним для України економічно, але й засвідчили програш України в "газовій війні" та врятували Газпром від позовів європейських споживачів за припинення газопостачання. В цих умовах Віктор Ющенко виявив політичну слабкість, не здійснивши арешт Тимошенко одразу по її поверненню в Україну.

## Формула розрахунку ціни на газ

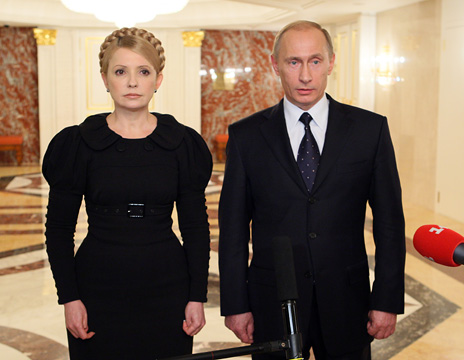
Володимир Путін і Юлія Тимошенко під час підписання «газових угод» 2009 року

У російсько-українських газових угодах від 19 січня 2009 була вперше закріплена «формула розрахунку ціни на газ» — тепер «ціна газу для України» визначалася не довільно, а прямопропорційно ціні нафти й нафтопродуктів (газойль, мазут); причому для розрахунку «місячної ціни газу» береться «ціна нафтопродуктів, яка існувала 9 місяців тому» (котирування Platts для мазуту та газойлю — .. з дев'ятимісячним запізненням) За подібними формулами розраховується «ціна газу» для всіх іноземних партнерів Газпрому.[джерело?]
Під час підписання зазначених угод (січень 2009 року) існував пік «світової ціни на нафту» (квітень-серпень 2008 р), тому «базова ціна газу» була піковою (450 дол. за 1000 м³). Справжня ж ціна (з урахуванням знижки 20 %) «в I кварталі 2009 року ціна газу для України становила 360 дол. за 1000 м³, у II — 270,95 дол., в III — 198,34 дол., в IV — 208. Отож, середньорічна ціна, виходячи з обсягів закупівлі газу, становила 228 дол. за 1000 м³».
Згідно з цим контрактом, ціна газу 2012 року складала 516 доларів.
Протягом наступних 2 років вартість нафти впала — відповідно були нижчими й ціни на газ:
| Динаміка світових цін на «Нафта Brent» (ICE.Brent), USD / барель. | Динаміка світових цін на «Нафта Brent» (ICE.Brent), USD / барель. | Динаміка світових цін на «Нафта Brent» (ICE.Brent), USD / барель. | Динаміка світових цін на «Нафта Brent» (ICE.Brent), USD / барель. | Динаміка світових цін на «Нафта Brent» (ICE.Brent), USD / барель. | Динаміка світових цін на «Нафта Brent» (ICE.Brent), USD / барель. | Динаміка світових цін на «Нафта Brent» (ICE.Brent), USD / барель. | Динаміка світових цін на «Нафта Brent» (ICE.Brent), USD / барель. | Динаміка світових цін на «Нафта Brent» (ICE.Brent), USD / барель. | Динаміка світових цін на «Нафта Brent» (ICE.Brent), USD / барель. | Динаміка світових цін на «Нафта Brent» (ICE.Brent), USD / барель. | Динаміка світових цін на «Нафта Brent» (ICE.Brent), USD / барель. | Динаміка світових цін на «Нафта Brent» (ICE.Brent), USD / барель. |
| Рік                                                               | Січ                                                               | Лют                                                               | Берез                                                             | Квіт                                                              | Трав                                                              | Черв                                                              | Лип                                                               | Сер                                                               | Вер                                                               | Жов                                                               | Лис                                                               | Груд                                                              |
| ----------------------------------------------------------------- | ----------------------------------------------------------------- | ----------------------------------------------------------------- | ----------------------------------------------------------------- | ----------------------------------------------------------------- | ----------------------------------------------------------------- | ----------------------------------------------------------------- | ----------------------------------------------------------------- | ----------------------------------------------------------------- | ----------------------------------------------------------------- | ----------------------------------------------------------------- | ----------------------------------------------------------------- | ----------------------------------------------------------------- |
| 2004                                                              | 31.1                                                              | 31.2                                                              | 33.6                                                              | 33.4                                                              | 38.0                                                              | 35.0                                                              | 38.7                                                              | 42.9                                                              | 43.7                                                              | 49.6                                                              | 42.6                                                              | 39.6                                                              |
| 2005                                                              | 44.3                                                              | 46.1                                                              | 53.3                                                              | 51.6                                                              | 48.9                                                              | 54.5                                                              | 57.9                                                              | 64.4                                                              | 62.8                                                              | 58.6                                                              | 55.4                                                              | 56.9                                                              |
| 2006                                                              | 63.6                                                              | 59.9                                                              | 62.3                                                              | 70.6                                                              | 70.1                                                              | 68.9                                                              | 74.1                                                              | 73.3                                                              | 62.3                                                              | 58.2                                                              | 58.9                                                              | 62.0                                                              |
| 2007                                                              | 54.6                                                              | 58.1                                                              | 62.5                                                              | 67.2                                                              | 68.4                                                              | 71.8                                                              | 78.1                                                              | 71.3                                                              | 78.2                                                              | 83.7                                                              | 92.0                                                              | 91.8                                                              |
| 2008                                                              | 91.3                                                              | 94.8                                                              | 102.8                                                             | 111.1                                                             | 125.6                                                             | 135.1                                                             | 133.5                                                             | 115.0                                                             | 100.2                                                             | 73.8                                                              | 54.6                                                              | 43.6                                                              |
| 2009                                                              | 46.3                                                              | 44.2                                                              | 47.7                                                              | 51.9                                                              | 59.0                                                              | 69.5                                                              | 65.9                                                              | 72.9                                                              | 68.5                                                              | 74.0                                                              | 77.7                                                              | 75.3                                                              |
| 2010                                                              | 76.7                                                              | 75.2                                                              | 80.4                                                              | 85.9                                                              | 76.9                                                              | 75.6                                                              | 75.4                                                              | 77.1                                                              | 78.6                                                              | 83.5                                                              | 86.4                                                              | 92.3                                                              |
| 2011                                                              | 97.2                                                              | 105.0                                                             | 114.8                                                             | 123.3                                                             | 114.0                                                             | 113.4                                                             | 116.7                                                             | 116.88                                                            | 114.45                                                            | 102.15                                                            | 108.60                                                            | 109.00                                                            |
| 2012                                                              | 112.17                                                            | 111.66                                                            | 126.37                                                            | 124.84                                                            | 119.33                                                            | —                                                                 | —                                                                 | —                                                                 | —                                                                 | —                                                                 | —                                                                 | —                                                                 |

Слід зазначити, що «фактична ціна закупівлі газу Україною у Росії у 2009 році» склала 232 дол. за 1000 м³. Уряд Тимошенко нібито домігся нижчої ціни коштом: знижки 20 %, яка була в «угодах 19.01.2009»; і завдяки використанню потужних газосховищ «Нафтогазу» (тобто газ закачувався в ті місяці, коли «формульна ціна» була найменша), але потім це призвело до повної залежності України від Росії, оскільки передбачало щорічні торги за газ, виходячи з опорної ціни 450 дол. за 1000 м³.[джерело?]

## Суспільна реакція
Черговий політичний тиск на Україну під час газового конфлікту, а також факт перекриття постачання газу з боку Російської Федерації, спричинили відновлення 1 січня 2009 року громадянської кампанії «Пам'ятай про газ — не купуй російських товарів!» У січні 2009 року різні середовища проводили різноманітні акції проти політики Росії щодо України, зокрема використовуючи заклики бойкотувати російські товари.